# Chrysobothris wallacei
Chrysobothris wallacei es una especie de escarabajo del género Chrysobothris, familia Buprestidae. Fue descrita científicamente por Saunders en 1871.